# 太原立四麻将
太原立四麻将是流行于太原市及其周边地区的一种麻将规则。

## 规则

### 基本规则
立四麻将一般由四人進行，使用136张牌（无花牌），码牌时每人面前摆十七墩牌。游戏使用两个骰子。

### 特殊规则
各玩家第一手抓起的四张牌要放在前面立着，只有当听牌时，才可以且必须从这四张牌中打出一张。在游戏过程中，玩家将后面九张牌与这四张牌中的任意三张凑在一起组成顺子、刻子、杠，将等，也可以用四张牌里的来碰或杠。而碰杠等操作后，要保证立牌区要有牌，用于在听牌时打出，否则不允许杠或碰。

### 其他规则
- 不允许吃牌。
- 听牌时从立牌区中取出一张牌，牌面朝下打进出牌区。

## 参看
- 麻将
- 海寧麻將